# Терещенко, Никола Артемьевич
Нико́ла Арте́мьевич Терещенко (14 [26] октября 1819, Глухов, Черниговская губерния — 19 января [1 февраля] 1903, Киев) — тайный советник, видный российский политический деятель, предприниматель и благотворитель, старший сын основателя династии А. Я. Терещенко, дед министра Временного правительства М. И. Терещенко.

## Биография
Родился в семье купца 1-й гильдии Артемия Яковлевича Терещенко. Его образование ограничилось только Глуховским уездным училищем. С юных лет помогал отцу в торговых делах. В 1851 году он начал службу в Глуховском магистрате старшим бургомистром и избирался на эту должность три трёхлетних срока подряд, а затем 14 лет был городским головой. Высочайшим императорским указом от 12 мая 1870 года его отец, Артемий Яковлевич Терещенко, был возведен со всем потомством по мужской линии в потомственное дворянство Российской империи. Никола Артемьевич был директором Глуховского общества попечительства о тюрьмах, несколько раз избирался городским головой городов Глухова и Рыльска, мировым судьей. Одновременно он выполнял обязанности главного губернатора земского собрания, члена земской управы Глухова; более 20-ти лет он стоял во главе глуховского самоуправления, что было свидетельством общего уважения земляков к его деятельности. Кроме этого он особое внимание уделял благотворительным делам — помощь детским приютам, городской больнице. В Глухове на средства и пожертвования Н. А. Терещенко были построены: мужская и женская гимназии, ремесленное училище, пансион для гимназистов, детский приют, городское училище, городская больница, учительский институт со службами, уездный банк, Трех-Анастасиевский собор, ряд частных жилых домов. 21 сентября 1874 года состоялось официальное открытие учительского института, старейшего педагогического вуза на Украине. Ныне — это государственный педагогический университет им. А. Довженко.

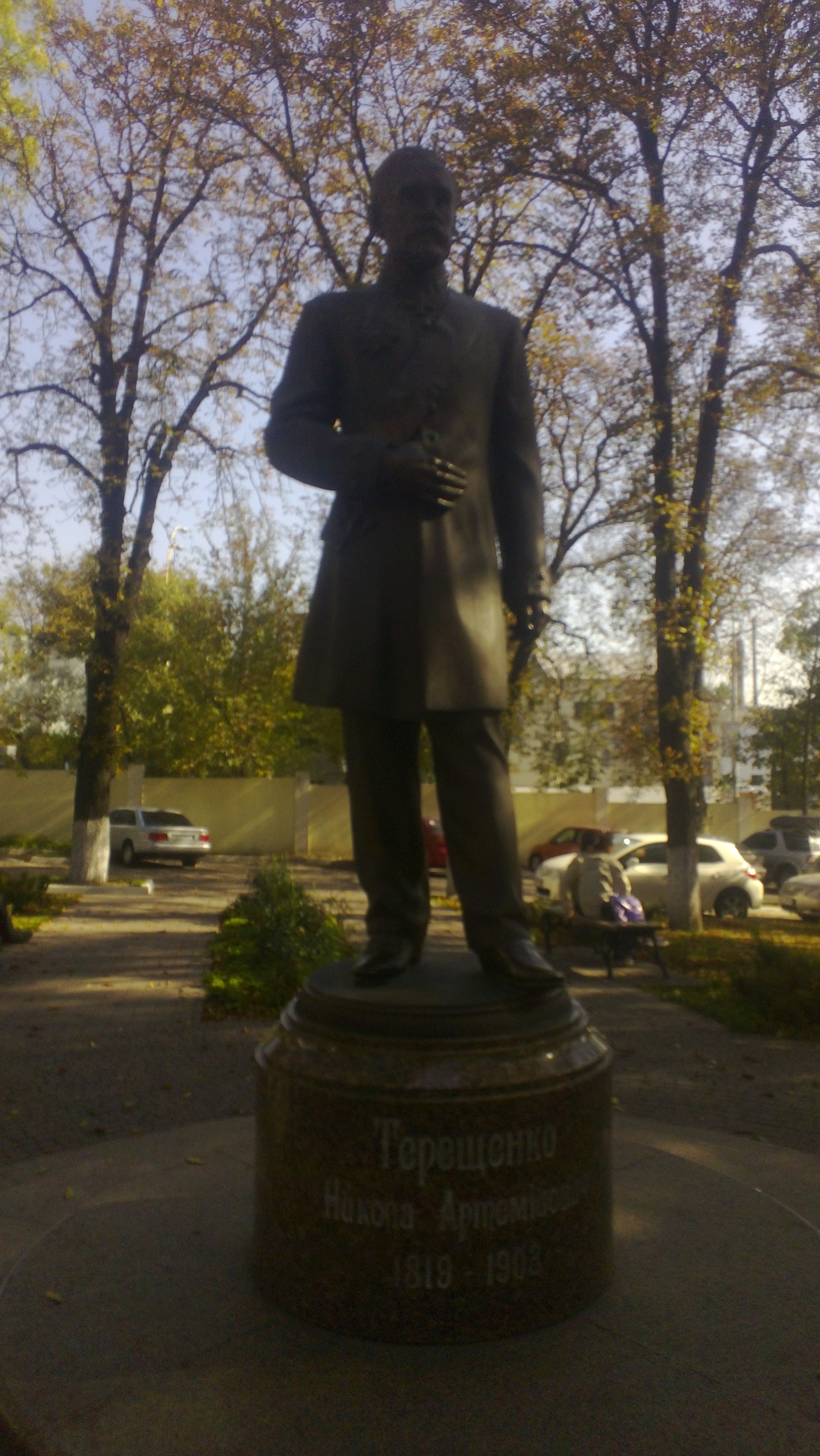
Памятник в Киеве

Первоначально Никола Артемьевич имел в собственности три сахарных завода: Андреевский (Андрушевка) в Житомирском уезде, Старо-Осятинский в Черниговском; самым крупным предприятием был основанный в 1861 году свеклосахарный завод в с. Тёткино Рыльского уезда Курской губернии (ныне — Глушковский район Курской области). За сутки здесь вырабатывалось 21,5 кг сахарного песка. Кроме того на паровой и водяной мельницах перерабатывалось зерно; изготовлялся спирт.
После аграрной реформы 1861 года, когда многие помещики не смогли сориентироваться в новых экономических условиях, Никола Артемьевич, применяя свой предпринимательский дар, быстро умножил своё состояние. Уже в 1870 году в его руках сосредоточилось более 10 сахарных заводов. Среди них сахарные заводы князя Барятинского — в Крупце и Шалыгине, помещика Левшина — в Воронеже , Кочубея — на Михайловском Хуторе и другие предприятия, расположенные возле Глухова. В 1870 году сыновья Артемия Яковлевича, Фёдор, Никола и Семён, основывали «Товарищество свеклосахарных и рафинадных заводов братьев Терещенко» с первоначальным капиталом в три млн рублей. Хотя не все имения и заводы были объединены Товариществом; часть из них оставалась в единоличном владении каждого из братьев. К концу жизни Николе Артемьевичу принадлежало около 80 тысяч десятин земли, пять сахарных и рафинадных заводов, винокурни, паровые и водяные мельницы, которые были расположены в Черниговской, Киевской, Волынской, Харьковской, Подольской, Курской и Тульской губерниях. Кроме того, в Одессе Никола Артемьевич открыл два магазина и построил в Карантинной гавани большой каменный пакгауз для вывоза сахара.
Главным деловым интересом Н. А. Терещенко всегда был сахар. Сахарные заводы были главным источником его доходов, но Никола Артемьевич не забывал о торговле железом, спиртом, лесом, сукном.
В 1870—1875 годах Н. А. Терещенко жил в Москве. В 1875 году он переехал в Киев, который со строительством железной дороги и открытием биржи превратился в настоящую «сахарную столицу». Переехав в Киев, семья Терещенко поселилась в доме № 12 по Бибиковскому бульвару — особняк князя П. П. Демидова — Сан-Донато. В Киеве Никола Артемьевич активнее начинает заниматься благотворительной деятельностью и инвестированием в строительство общественных зданий. В 1881 году открывается училище для слепых, единственное в то время в России. В этом же году Никола Артемьевич выделяет 23 тысяч рублей на строительство Мариинского детского приюта. На средства, выделенные Николой Артемьевичем, были построены 4-я гимназия по Большой Васильковской, Киево-Печерская гимназия, приют-училище для глухонемых на Малодорогожицкой улице, колония для малолетних преступников, женская гимназия на Покровской улице, школа при Борисоглебской церкви, Троицкий народный дом (в настоящее время в здании находится театр оперетты), дом трудолюбия по Гоголевской улице, Покровская церковь на Соломенке, собор св. Николая в Покровском монастыре. Значительные средства он выделил на строительство Владимирского собора, был одним из инвесторов строительства в Киеве Политехнического института, перечислив в фонд строительства около 150 тыс. рублей.
В начале XX века Н.А.Терещенко пробовал создать автобусное сообщение между Киевом и Житомиром.
Н. А. Терещенко был награждён орденами Белого орла и французского Почётного легиона, св. Владимира 2-й и 3-й степени, св. Анны 1-й степени, св. Станислава 1-й и 3-й степени. Кроме личных наград и отличий, он получил награды за свою продукцию — пять золотых медалей «За высокое качество рафинада, сахара-песка и сельхозпродукцию»: на Всемирной выставке в Париже в 1878 году, затем в Москве, Харькове, Нижнем Новгороде; в Чикаго ему была вручена большая Бронзовая медаль.
Умер в Киеве 19 января (1 февраля) 1903 года. Яков Бутович отмечал:

Николе Терещенко всё удавалось, состояние его быстро росло, и он оставил двум своим сыновьям около тридцати миллионов рублей. <…> Но этого мало. Он руководил делом обогащения своих братьев — Фёдора и Семёна.
— Лошади моего сердца. Из воспоминаний коннозаводчика / Яков Бутович. — М.: Изд-во им. Сабашниковых, 2013.

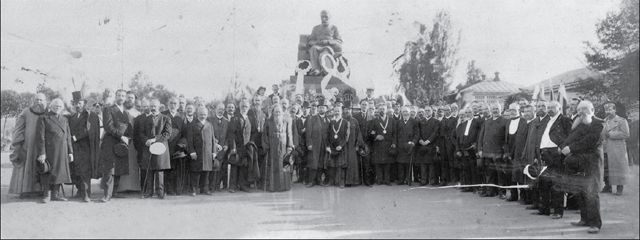
Открытие памятника Терещенко в Глухове. 1909 год.

Похоронили Н. А. Терещенко в Глухове, в родовой усыпальнице Трёх-Анастасиевской церкви. 23 августа 1909 года на площади между Спасо-Преображенским и Анастасиевским храмами, при денежной помощи сына, Александра Николовича, был установлен памятник работы скульптора Г. Андреева: на кубическом пьедестале, в кресле с высокой спинкой, сидел зафиксированный в бронзе Николай Артемьевич в позе спокойного, мудрого человека. Этот памятник был уничтожен после 1917 года. В 2009 году в Киеве состоялось открытие нового памятника меценату и почетному гражданину Киева Николе Артемьевичу Терещенко. Памятник работы киевского скульптора Александра Михайлицкого установлен на территории Научно-практического центра детской кардиологии и кардиохирургии.

## Семья
Был женат на дочери глуховского купца Пелагее Георгиевне Беловской (ум. 1897). Их дети:
- Иван (1854—1903), коллекционер и меценат.
- Александр (1856—1911), благотворитель и общественный деятель.
- Варвара (1852—1922), коллекционер и меценат. Замужем за промышленником Б. И. Ханенко.
- Мария (р. 1859), замужем за отставным полковником Генерального штаба Алексеем Викторовичем Иващенко.
- Ольга (1862—1945?), замужем не была.
- Ефросиния (р. 1869), замужем за доктором медицины Владимиром Никитичем Сахновским (1855—1917). Сын Ефросиньи Терещенко и Владимира Сахновского — Алексей Сахновский, известный американский автомобильный дизайнер.